# Kerið
Kerið (Kerith lub Kerid) – jezioro wulkaniczne (długości 270 m, szerokości 170 m i głębokości 55 m) wewnątrz krateru wulkanu Grímsnes w południowej Islandii.

## Galeria

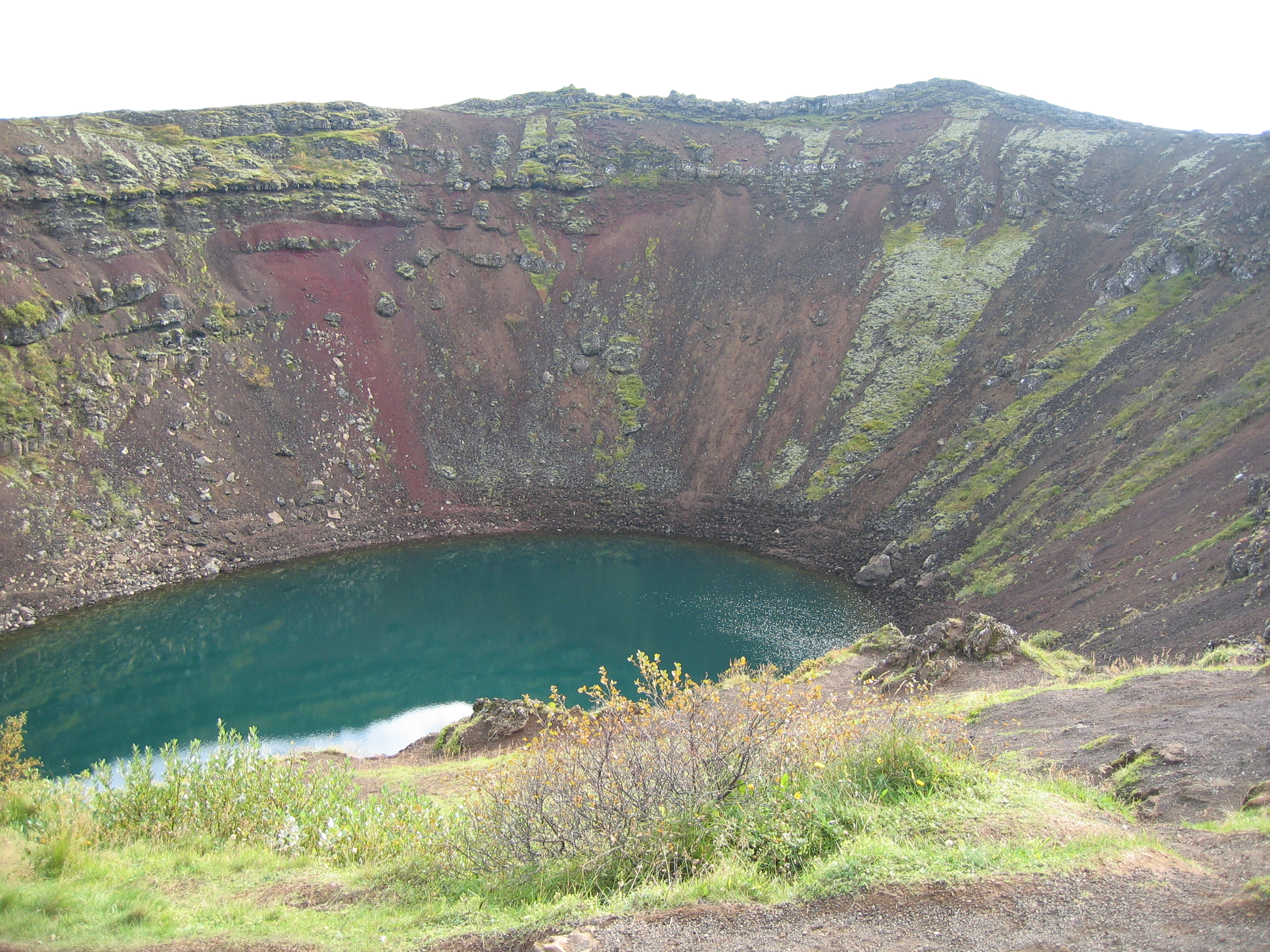
Kerið we wrześniu
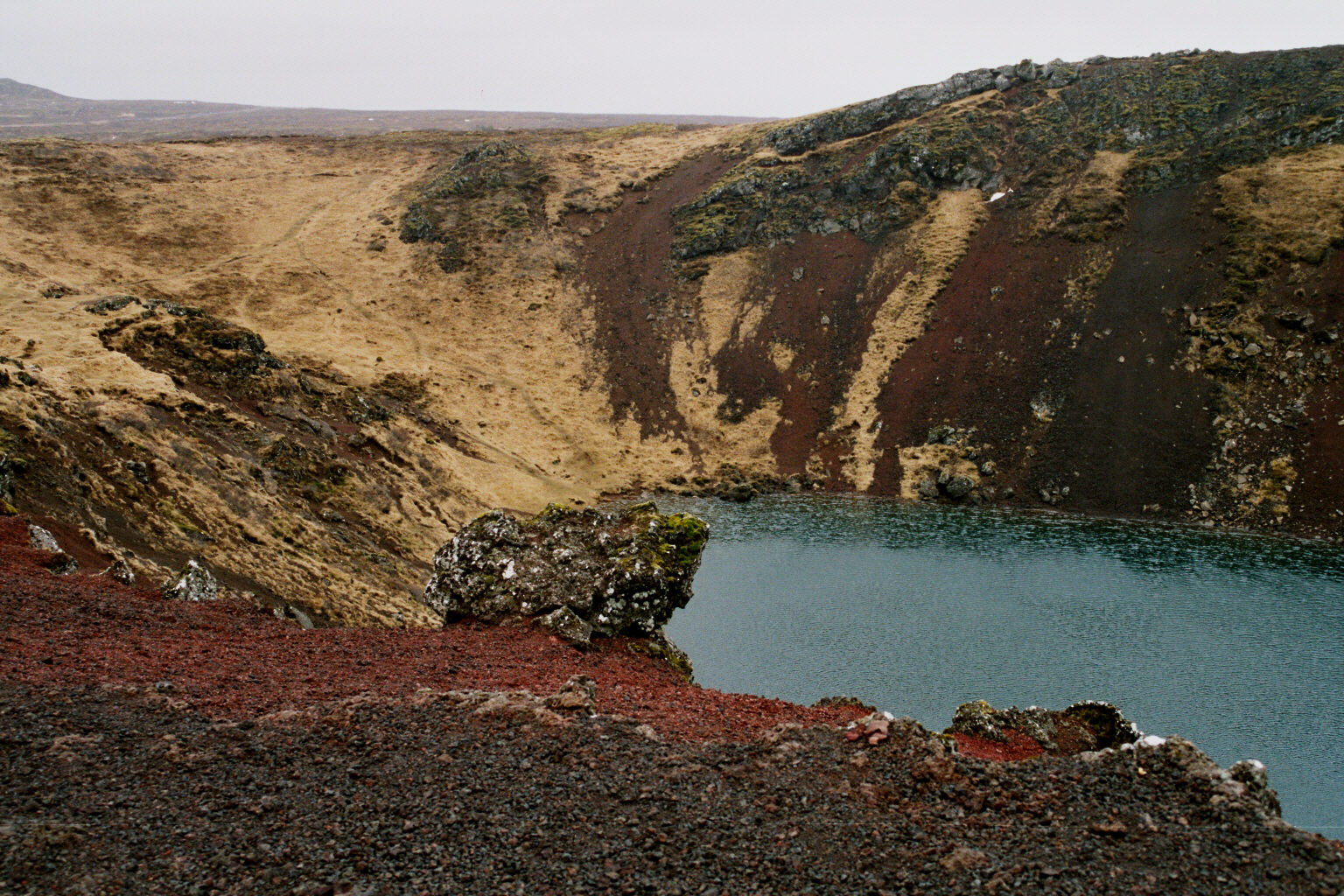
Kerið w kwietniu
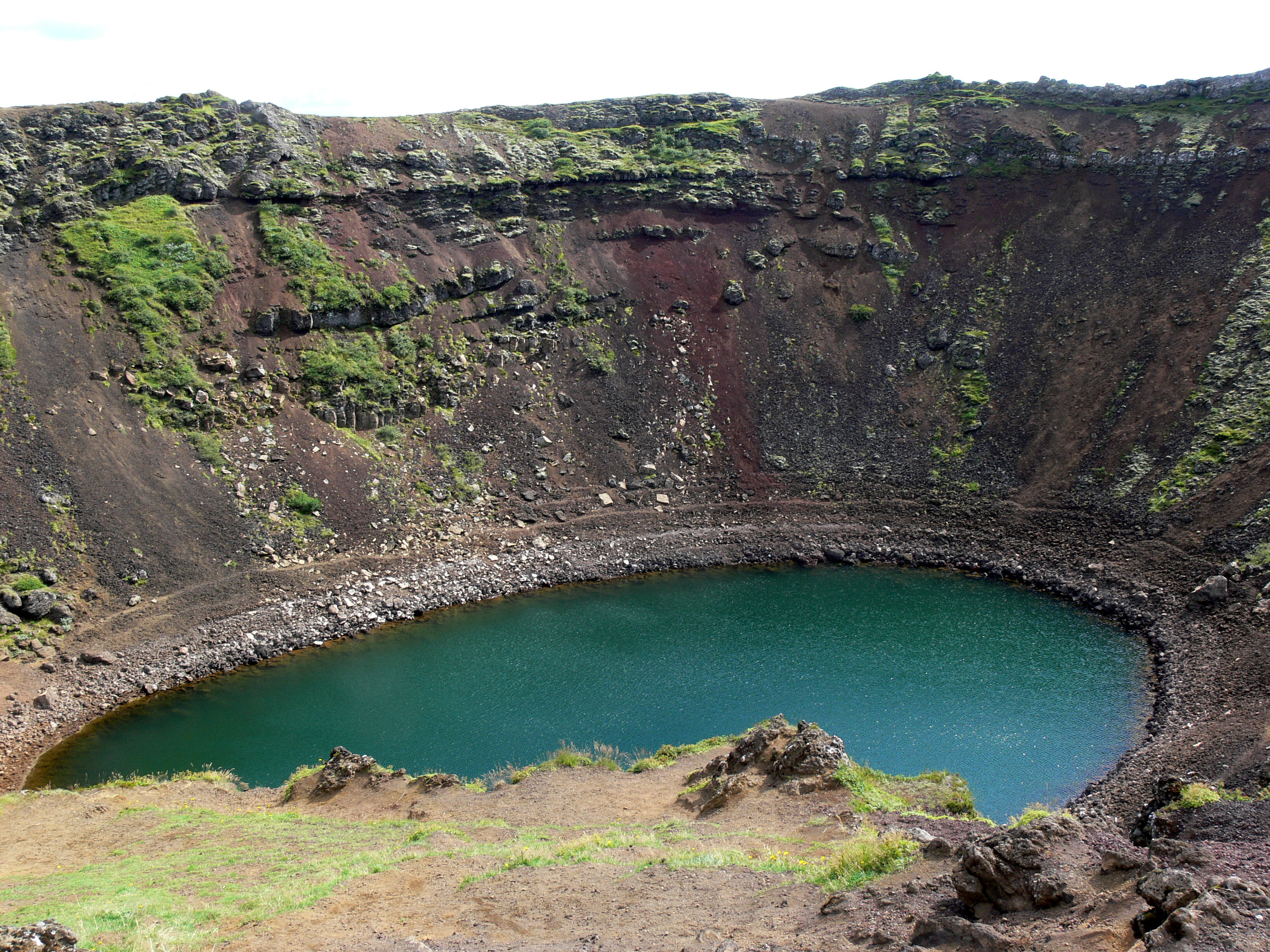
Kerið sierpień
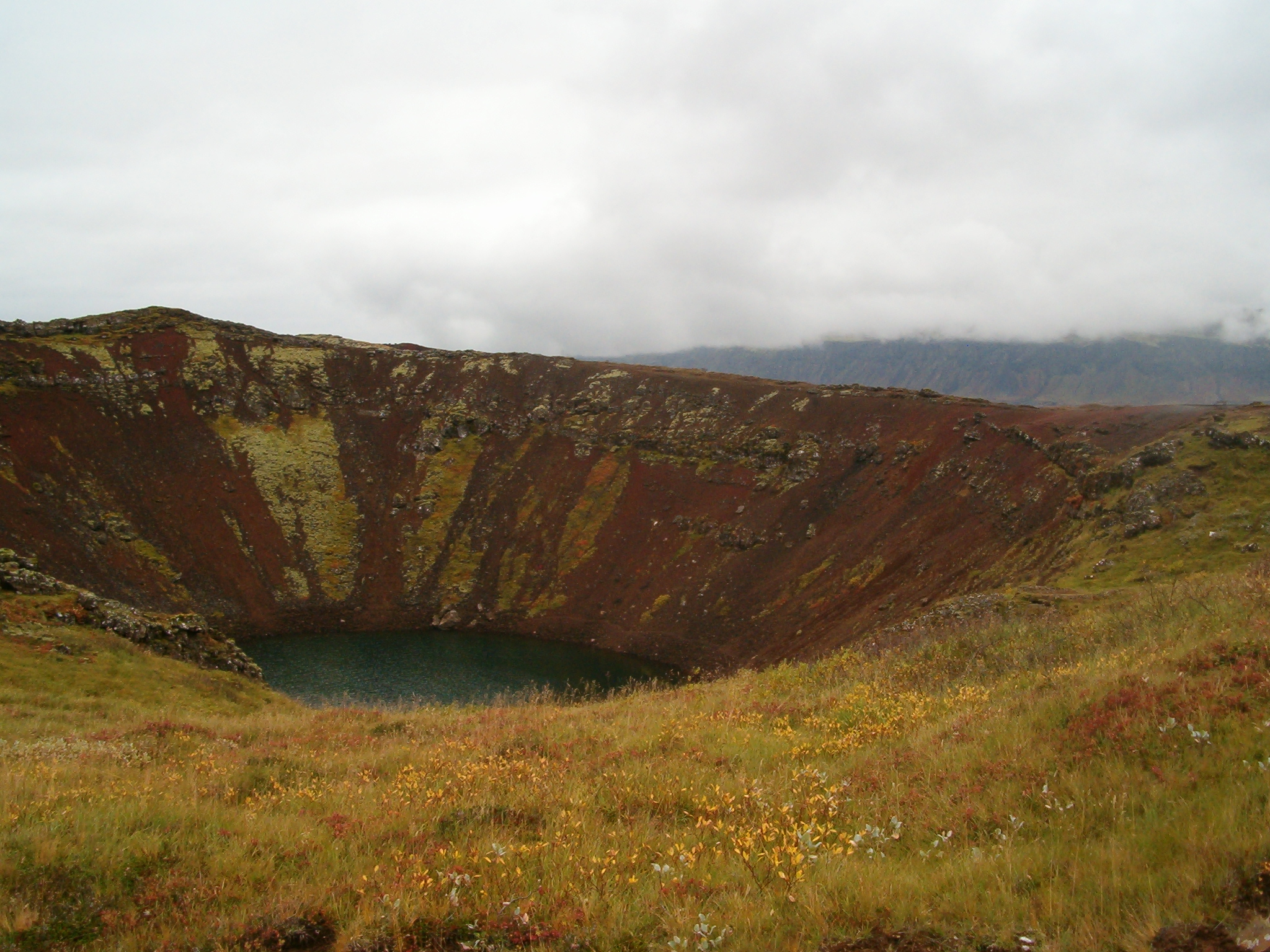
Kerið
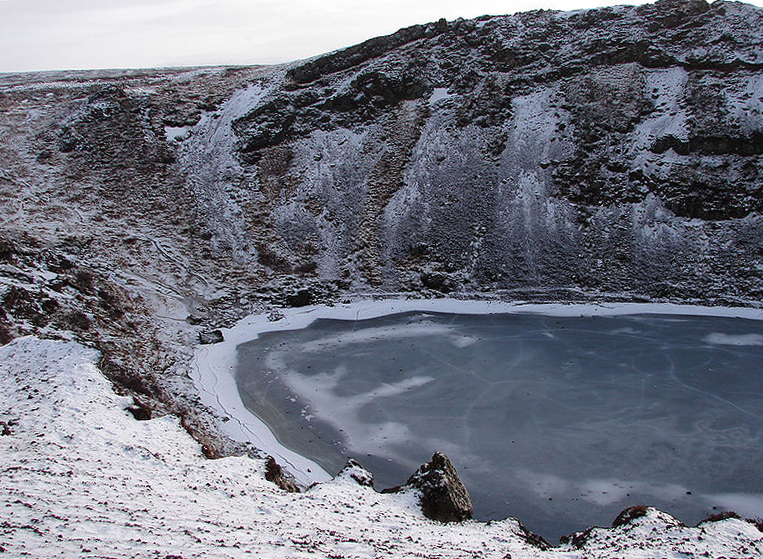
Kerið w marcu
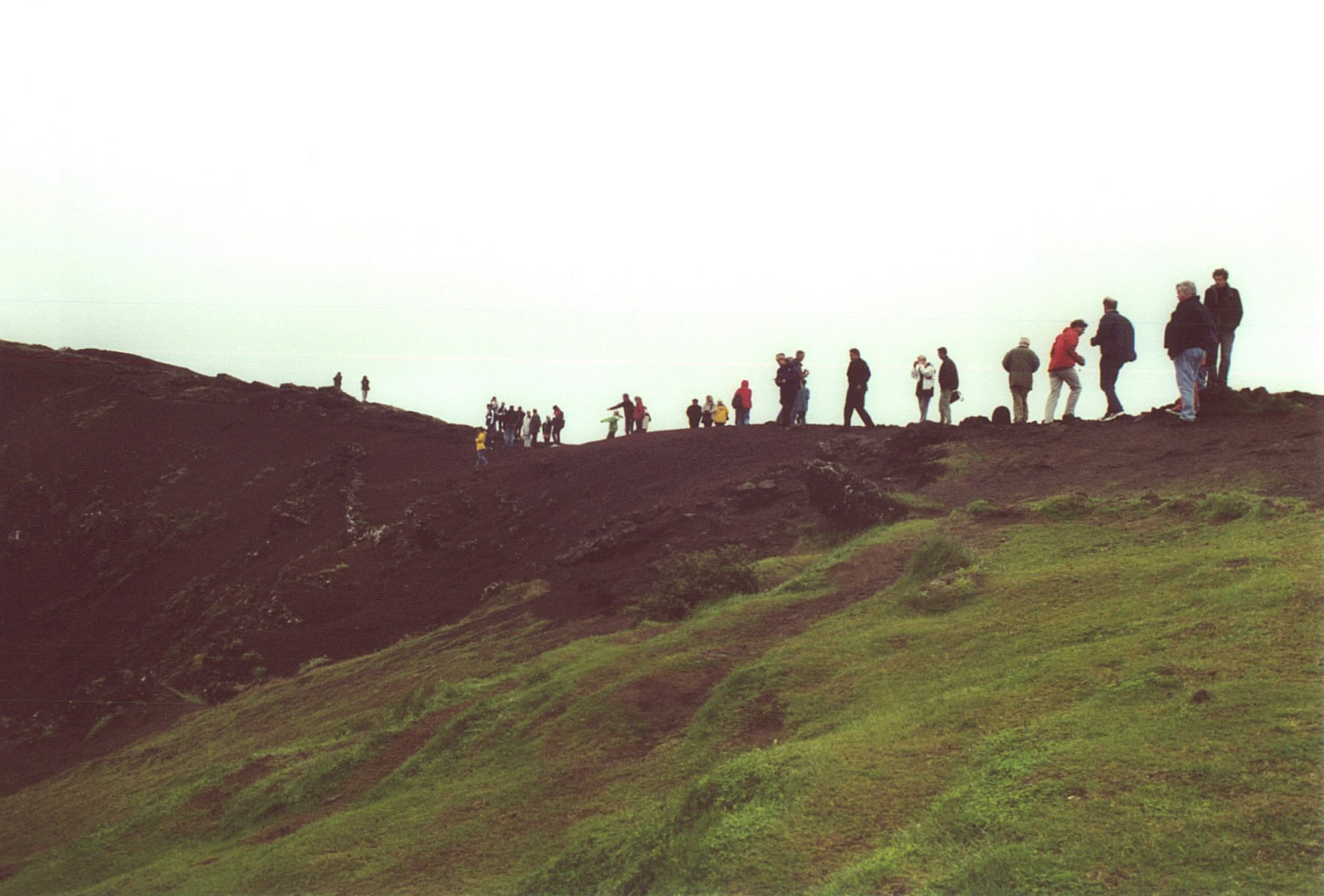
Kerið w lipcu
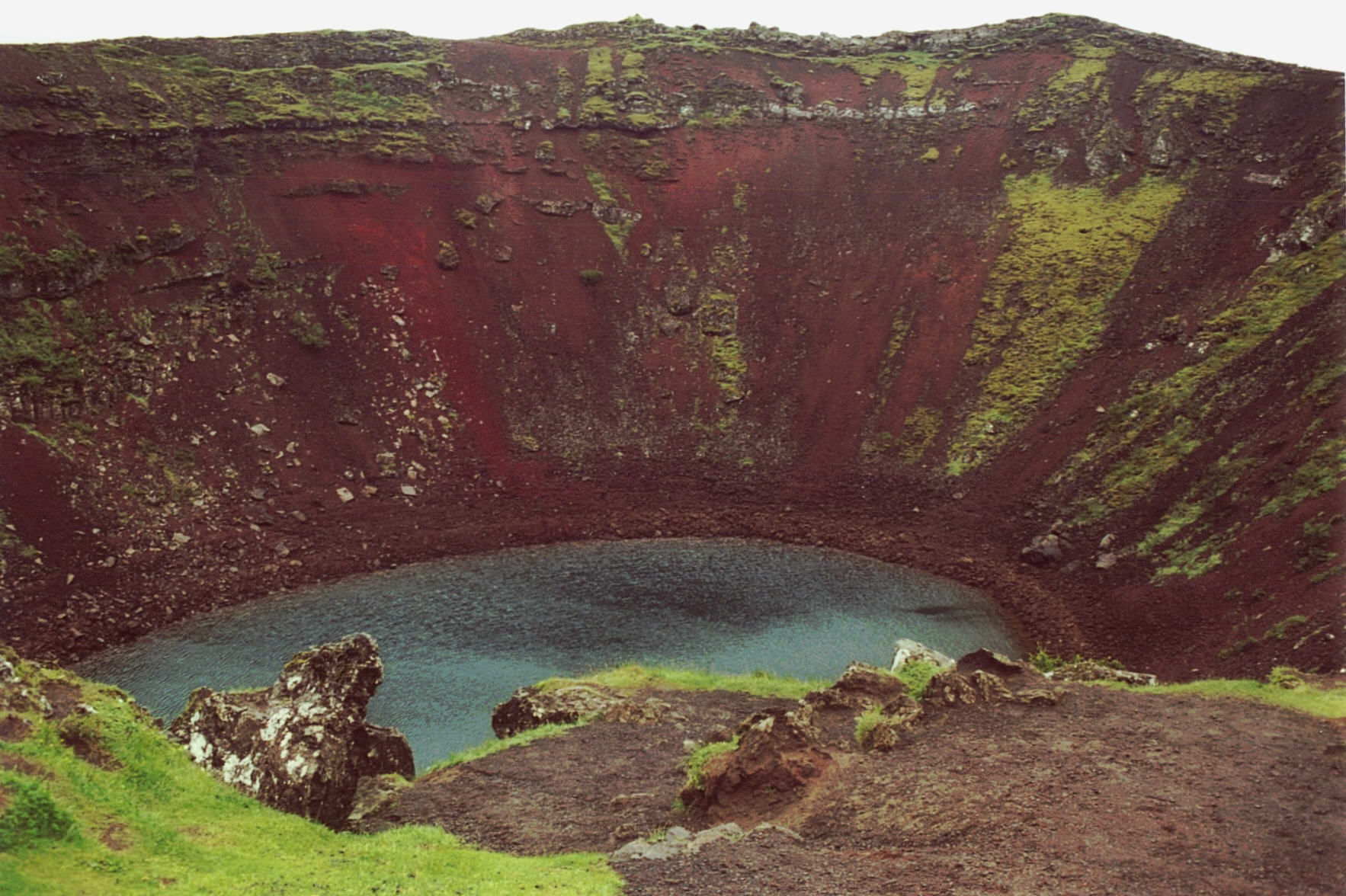
Kerið w lipcu